# Wolfgang von Herder
Eugen Wolfgang (seit 1816 Freiherr) von Herder (* 16. April 1810 in Freiberg; † 8. März 1853 auf Schloss Rauenstein) war ein deutscher Geologe, Rittergutsbesitzer und Politiker.

## Leben und Wirken
Der einzige Sohn des sächsischen Oberberghauptmanns und Geologen Sigismund August Wolfgang Freiherr von Herder studierte ab 1829 an der Bergakademie Freiberg und schloss sich dem Corps Montania an.
Er und seine Ehefrau Susanne Sophie geb. Hähnel schlossen am 2. Oktober 1843 einen Kaufvertrag über Burg und Rittergut Rauenstein mit Lengefeld und Marterbüschel sowie über das Rittergut Reifland nebst allem Zubehör mit seinem Onkel Christian August Hähnel, der diesen Besitz 1816 erworben hatte. Für die Besitzungen ist ein Kaufpreis von 60.000 Thalern angegeben.
Herder wirkte als Bergamtsauditor und später Oberbergamtsassessor in Freiberg. Als Vertreter des 63., 64. und 65. Wahlbezirks gehörte er 1849/50 der I. Kammer des Sächsischen Landtags an, wo er als Sekretär der Kammer fungierte.

## Familie
Wolfgang von Herder heiratete 1847 Erdmuthe Therese geb. Wolf (1822–1889), Tochter des Großenhainer Amtshauptmannes Eduard von Wolf (1790–1874), die den Besitz in Rauenstein von ihm erbte. Von Herders Witwe verkaufte das Rittergut 1856 an Wilhelm Freiherr von Herder. Das Ehepaar von Herder hatte drei Töchter:
- Sophie Therese Susanna von Herder (1848–1918) ⚭ Arthur von Necker († 1879), Oberst und Kommandeur des 1. großherzoglich-hessischen Infanterie-(Leibgarde-)Regiments Nr. 115, Ehrenritter des Johanniterordens.
- Anna Elisabeth von Herder (* 1850) ⚭ Richard Freiherr von Buddenbrock-Hettersdorf (1831–1891), Herr auf Ossen/Schlesien, königlich-preußischer Landrat.[5]
- Fides Gabriele von Herder (1852–1900)[6] ⚭ Karl Rabe von Pappenheim (1847–1918), deutscher Rittergutsbesitzer und Abgeordneter im Preußischen Abgeordnetenhaus.[7]

Mit Wolfgang von Herder starb die freiherrliche Familie von Herder im Mannesstamm aus.